# 三縄郵便局
三縄郵便局（みなわゆうびんきょく）は、徳島県三好市にある郵便局。民営化前の分類では集配特定郵便局であったが現在は集配機能を廃止。

## 概要
住所：〒779-5161 徳島県三好市池田町中西フロノタニ1415-20

## 沿革
- 1876年（明治9年） - 川崎（かわさき）郵便局（五等）として開設[1]。
- 1885年（明治18年）10月16日 - 川崎郵便受取所となるも、その後廃止。
- 1891年（明治24年）6月1日 - 川崎郵便局（三等）として再設置。
- 1899年（明治32年）1月1日 - 貯金取扱を開始。
- 1901年（明治34年）2月1日 - 中西（なかにし）郵便局に改称。
- 1911年（明治44年）8月16日 - 三縄郵便局に改称。
- 1968年（昭和43年）2月11日 - 電話交換業務を阿波池田電報電話局に移管[2]。
- 1984年（昭和59年）2月22日 - 和文電報配達業務を阿波池田電報電話局に移管。
- 1997年（平成9年）12月1日 - 宮平簡易郵便局の一時閉鎖[3]に伴い、取扱事務を承継。
- 2007年（平成19年）10月1日 - 民営化に伴い、併設された郵便事業阿波池田支店三縄集配センターに一部業務を移管。
- 2012年（平成24年）10月1日 - 日本郵便株式会社の発足に伴い、郵便事業阿波池田支店三縄集配センターを三縄郵便局に統合。
- 2013年（平成25年）5月20日 - 集配業務を阿波池田郵便局に移管、無集配局となる。郵便番号を779-5199から779-5161に変更。

## 取扱内容
- 郵便、印紙、ゆうパック、内容証明
- 貯金、為替、振替、振込、国債
- 生命保険、バイク自賠責保険
- ゆうちょ銀行ATM

## 周辺

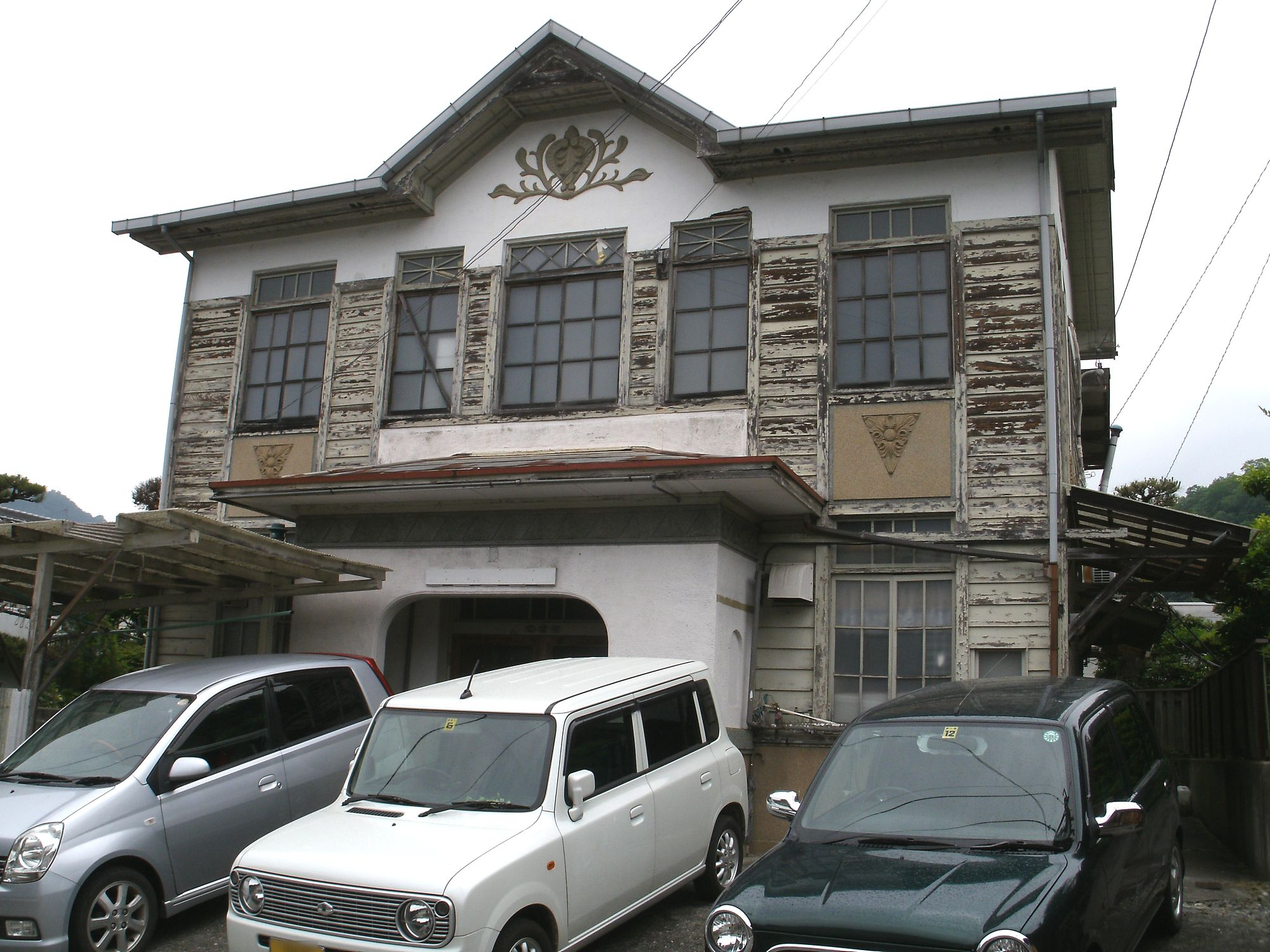
旧局舎

現在の局舎南方50mに、西洋館風の旧局舎が残る。
- 一宮神社
- 吉野川
- JR四国土讃線 三縄駅

## アクセス
- JR土讃線 三縄駅から東へ約400m（徒歩約4分）
- 四国交通バス（漆川線） 三縄駅前停留所下車
- 徳島自動車道 井川池田ICから南西へ約6.5km
- 徳島県道269号三縄停車場黒沢線沿い
- 駐車場あり：5台